# Транспорт Тайваню
Транспорт Тайваню представлений автомобільним , залізничним , повітряним , водним (морським)  і трубопровідним , у населених пунктах  та у міжміському сполученні діє громадський транспорт пасажирських перевезень. Площа країни дорівнює 35 980 км² (139-те місце у світі). Форма території країни — компактна, витягнута в меридіональному напрямку; максимальна дистанція з півночі на південь — 395 км, зі сходу на захід — 140 км. Географічне положення Тайваню дозволяє країні контролювати морські і повітряні транспортні шляхи східноазійського узбережжя (Тайванська протока) і західної частини акваторії Тихого океану.

## Автомобільний
Загальна довжина автошляхів на Тайвані, станом на 2015 рік, дорівнює 42 520 км, з яких 42 078 км із твердим покриттям (2115 км швидкісних автомагістралей) і 442 км без нього (85-те місце у світі).

## Залізничний
Загальна довжина залізничних колій країни, станом на 2014 рік, становила 1 597 км (78-ме місце у світі), з яких 345 км стандартної 1435-мм колії (345 км електрифіковано), 1 102 км вузької 1067-мм колії (692 км електрифіковано), 150 км вузької 762-мм колії (Комітет лісового господарства, тайванська цементна компанія і TaiPower).

## Повітряний
У країні, станом на 2013 рік, діє 37 аеропортів (107-ме місце у світі), з них 35 із твердим покриттям злітно-посадкових смуг і 2 із ґрунтовим. Аеропорти країни за довжиною злітно-посадкових смуг розподіляються так (у дужках окремо кількість без твердого покриття):
- довші за 10 тис. футів (>3047 м) — 8 (0);
- від 10 тис. до 8 тис. футів (3047-2438 м) — 7 (0);
- від 8 тис. до 5 тис. футів (2437—1524 м) — 10 (1);
- від 5 тис. до 3 тис. футів (1523—914 м) — 8 (0);
- коротші за 3 тис. футів (<914 м) — 2 (1)[1].

У країні, станом на 2015 рік, зареєстровано 8 авіапідприємств, які оперують 221 повітряним судном.
У країні, станом на 2013 рік, споруджено і діє 31 гелікоптерний майданчик.
Тайвань не є членом Міжнародної організації цивільної авіації (ICAO). Згідно зі статтею 20 Чиказької конвенції про міжнародну цивільну авіацію 1944 року, Міжнародна організація цивільної авіації для повітряних суден країни, станом на 2016 рік, закріпила реєстраційний префікс — B, заснований на радіопозивних, виділених Міжнародним союзом електрозв'язку (ITU). Аеропорти Тайваню мають літерний код ІКАО, що починається з — RC.

## Водний

### Морський
Головні морські порти країни: Цзілун, Гаосюн, Хуалянь, Тайдун.

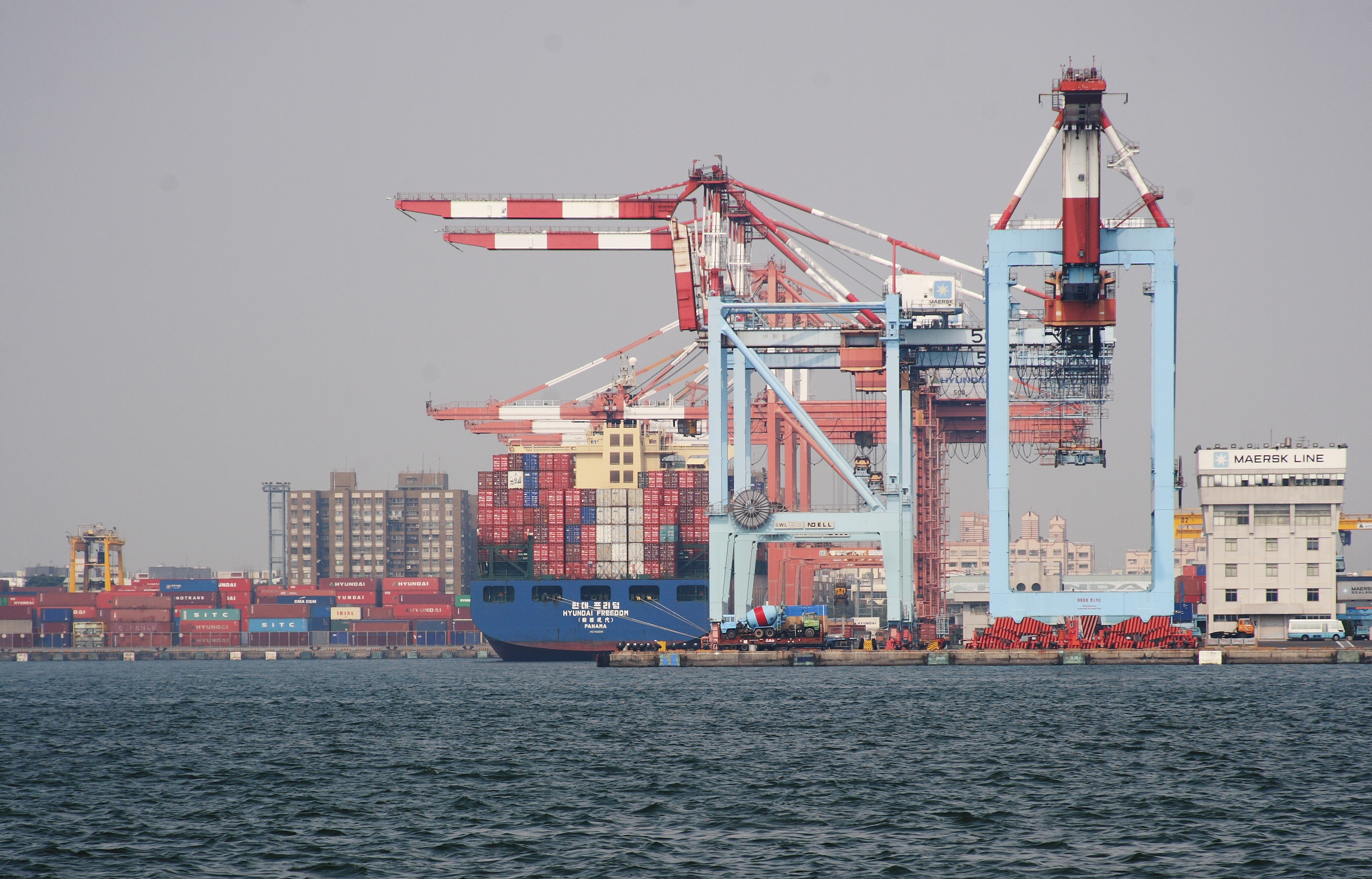
Морський порт Гаосюня
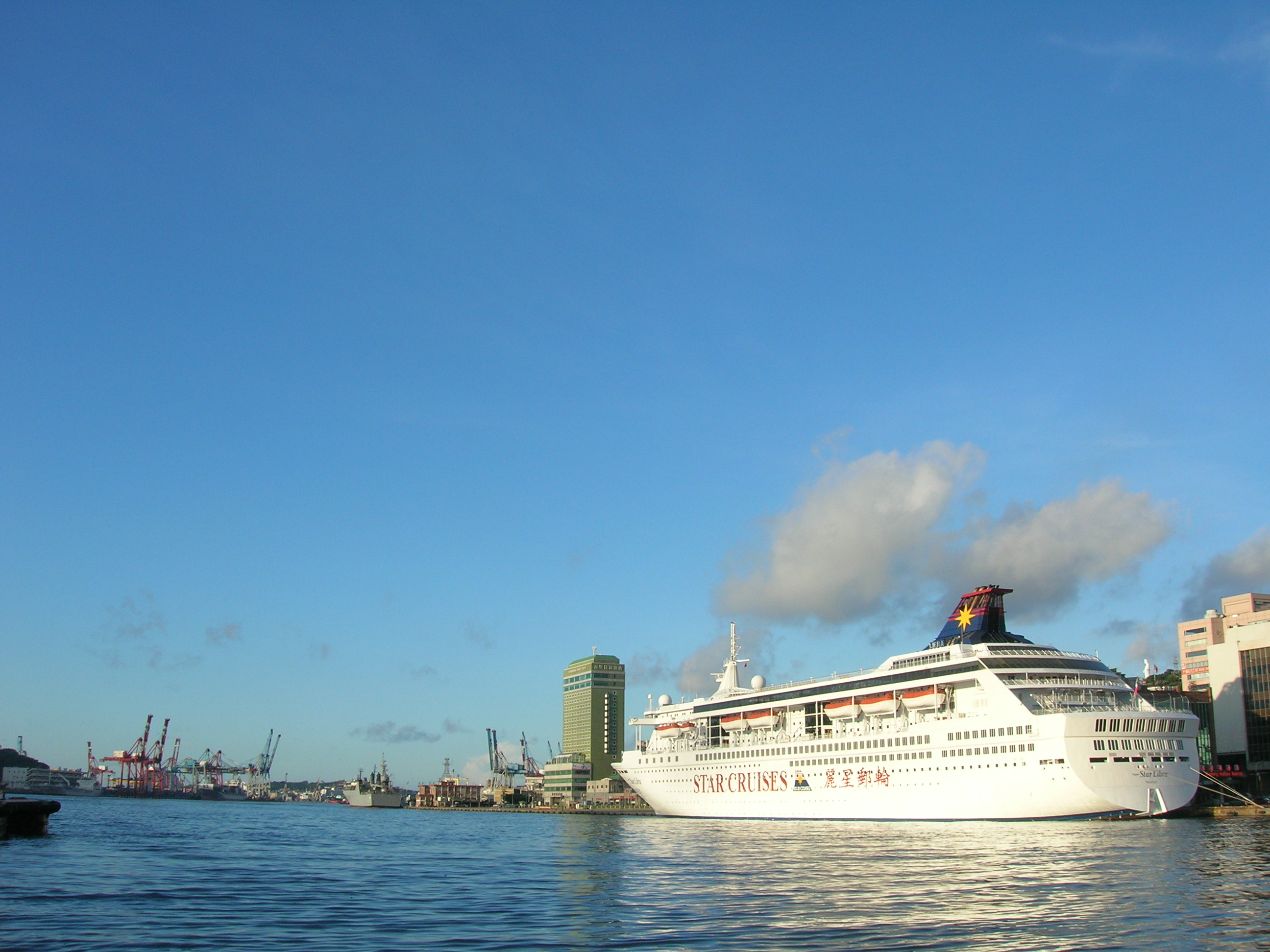
Морський порт Цзілуна
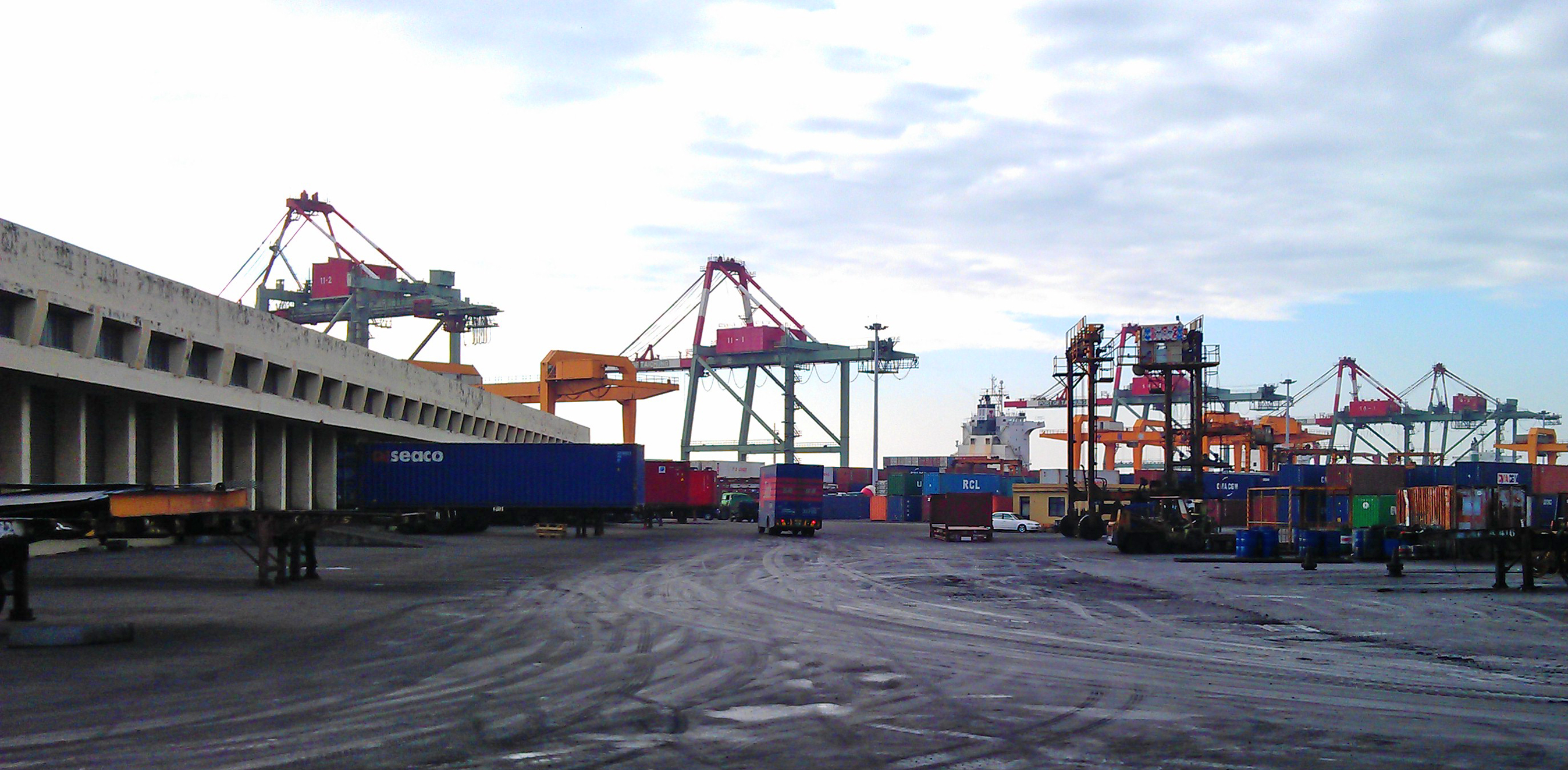
Морський порт Тайдуна
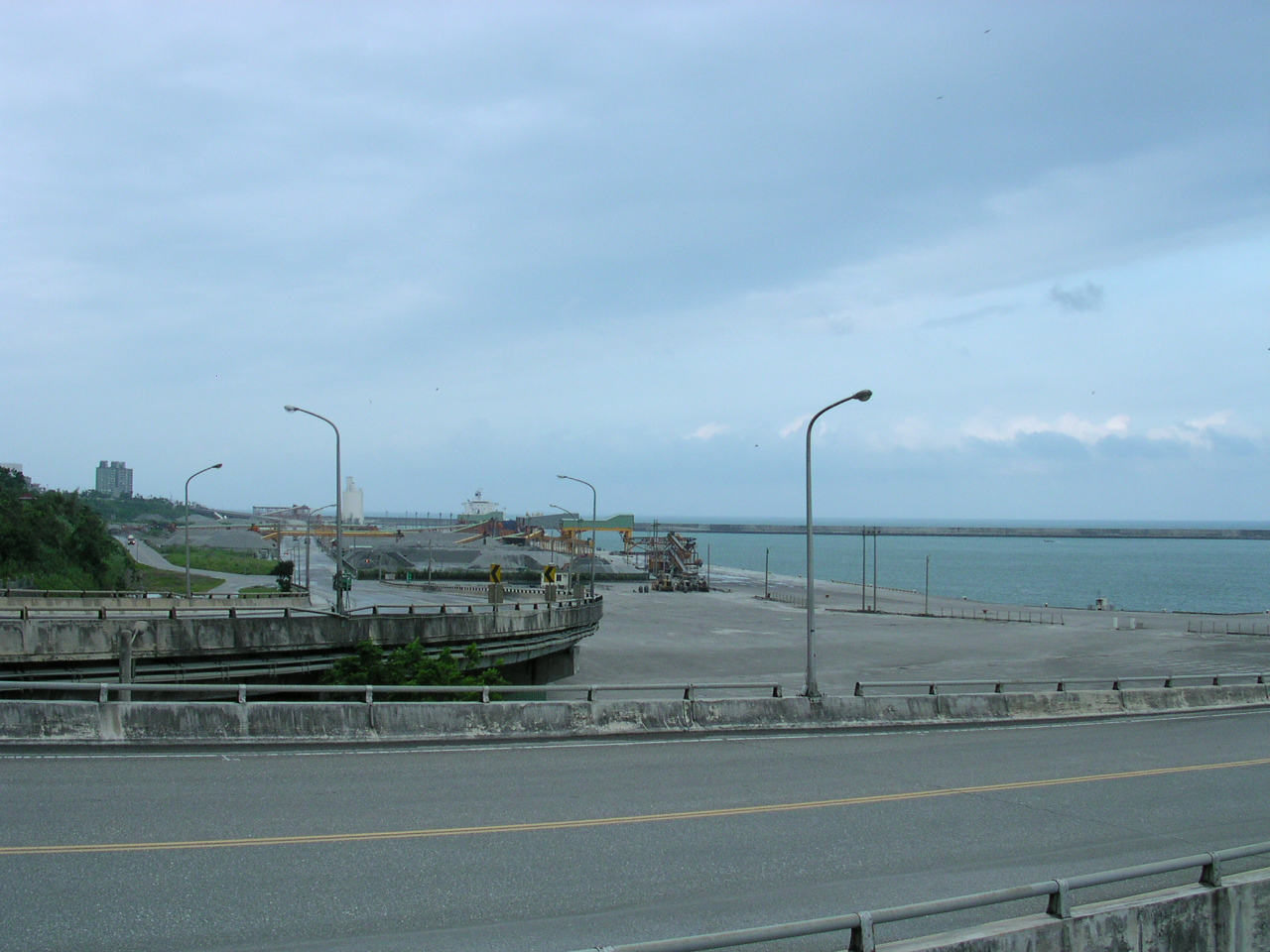
Морський порт Хуаляня

Морський торговий флот країни, станом на 2010 рік, складався з 112 морських суден з тоннажем понад 1 тис. реєстрових тонн (GRT) кожне (47-ме місце у світі), з яких: балкерів — 35, суховантажів — 20, танкерів для хімічної продукції — 1, контейнеровозів — 31, вантажно-пасажирських суден — 4, нафтових танкерів — 12, рефрижераторів — 7, ролкерів — 2.
Станом на 2010 рік, кількість морських торгових суден, що ходять під прапором країни, але є власністю інших держав — 3 (Франції — 2, В'єтнаму — 1); зареєстровані під прапорами інших країн — 579 (Аргентини — 2, Камбоджі — 1, Гондурасу — 1, Гонконгу — 25, Індонезії — 1, Італії — 10, Кірибаті — 2, Ліберії — 94, Маршаллових Островів — 8, Панами — 328, Філіппінам — 1, Сьєрра-Леоне — 7, Сінгапуру — 77, Південної Кореї — 1, Таїланду — 1, Великої Британії — 11, Вануату — 1, невстановленої приналежності — 8).

## Трубопровідний
Загальна довжина газогонів на Тайвані, станом на 2013 рік, становила 827 км; нафтогонів — 241 км.

## Міський громадський
В трьох найбільшіх містах Тайваню працює метрополітен.
- Тайбейський метрополітен — відкрився у 1996 році.
- Гаосюнський метрополітен — відкрився у 2008 році.
- Таоюаньський метрополітен — відкрився у 2017 році.

## Державне управління

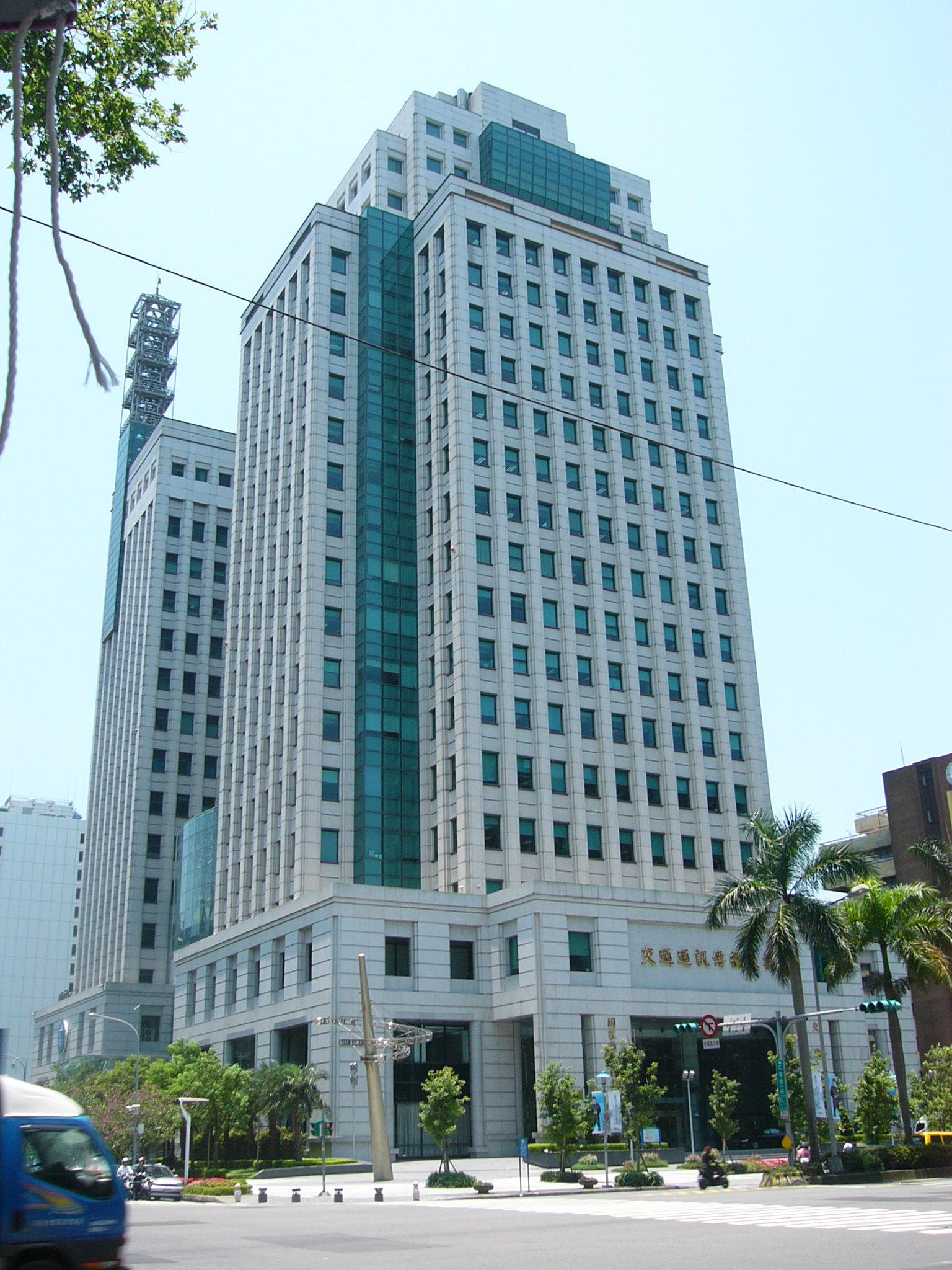
Будівля міністерства транспорту і зв'язку Республіки Китай

Держава здійснює управління транспортною інфраструктурою країни через міністерство транспорту і зв'язку. Станом на 1 червня 2016 року міністерство в уряді Лін Цюаня очолював Хо Чен Тан.

### Українською
- Атлас. 10-11 клас. Економічна і соціальна географія світу / упорядники :  О. Я. Скуратович, Н. І. Чанцева. — К. : ДНВП «Картографія», 2010. — ISBN 978-966-475-639-3.
- Атлас світу / голов. ред. І. С. Руденко ; зав. ред. В. В. Радченко ; відп. ред. О. В. Вакуленко. — К. : ДНВП «Картографія», 2005. — 336 с. — ISBN 9666315467.
- Безуглий В. В. Економічна і соціальна географія зарубіжних країн : Навчальний посібник. — К. : ВЦ «Академія», 2007. — 704 с. — ISBN 978-966-580-239-6.
- Безуглий В. В., Козинець С. В. Регіональна економічна і соціальна географія світу : Навчальний посібник. — видання 2-ге, доп., перероб. — К. : ВЦ «Академія», 2007. — 688 с. — ISBN 966-580-144-9.
- Головченко В., Кравчук О. Країнознавство: Азія, Африка, Латинська Америка, Австралія і Океанія. — К., 2006. — 335 с. — ISBN 966-8939-04-2.
- Дахно І. І. Країни світу: Енциклопедичний довідник / І. І. Дахно, С. М. Тимофієв. — К. : Мапа, 2011. — 606 с. — (Бібліотека нового українця) — ISBN 978-966-8804-23-6.
- Дахно І. І. Економічна географія зарубіжних країн : навчальний посібник. — К. : Центр учбової літератури, 2014. — 319 с. — ISBN 978-611-01-0682-5.
- Дорошенко В. І. Географія транспорту : Навчальний посібник / В. І. Дорошенко, К. Д. Діденко. — К. : Київський нац. ун-т ім. Т. Шевченка, 2010. — 183 с. — ISBN 978-966-439-329-1.
- Дубович І. А. Країнознавчий словник-довідник. — 5-те вид., перероб. і доп. — К. : Знання, 2008. — 839 с. — ISBN 978-966-346-330-8.
- Економічна і соціальна географія країн світу : Навчальний посібник / За ред. С. П. Кузика. — Л. : Світ, 2002. — 672 с. — ISBN 966-603-178-7.
- Зарубіжна транспортна географія : навчальний посібник / уклад. : Петрашевський О. Л. и др. — К. : Національний транспортний університет, 2015. — 95 с. — ISBN 978-966-632-227-5.
- Ігнатьєв П. М. Країнознавство: Країни Азії. — Ч. : Книги-ХХІ, 2004. — 383 с. — ISBN 966-8029-53-4.
- Книш М. М., Мамчур О. І. Регіональна економічна і соціальна географія світу (Латинська Америка та Карибські країни, Африка, Азія, Океанія) : навч. посіб. — Л. : ЛНУ ім. Івана Франка, 2013. — 368 с. — ISBN 978-617-10-0007-0.
- Юрківський В. М. Регіональна економічна і соціальна географія. Зарубіжні країни : Підручник. — К. : Либідь, 2001. — 416 с. — ISBN 966-06-0092-5.

### Англійською
- (англ.) Modern Transport Geography / Hoyle, B. and R. Knowles (eds). — Second Edition,. — London : Wiley, 1998.
- (англ.) Rodrigue, J-P. The Geography of Transport Systems. — Fourth Edition. — N. Y. : Routledge, 2017. — 440 с. — ISBN 978-1138669574.
- (англ.) Taaffe E. J., Gauthier H. L. and O'Kelly M. E. Geography of transportation. — Second Edition. — N. Y. : Prentice Hall, 1996. — ISBN 0-13-368572-1.
- (англ.) Black, W. Transportation: A Geographical Analysis. — N. Y. : Guilford, 2003.

### Російською
- (рос.) Максаковский В. П. Географическая картина мира. Книга I: Общая характеристика мира. — М. : Дрофа, 2008. — 495 с. — ISBN 978-5-358-05275-8.
- (рос.) Максаковский В. П. Географическая картина мира. Книга II: Региональная характеристика мира. — М. : Дрофа, 2009. — 480 с. — ISBN 978-5-358-06280-1.
- (рос.) Физико-географический атлас мира. — М. : Академия наук СССР и главное управление геодезии и картографии ГГК СССР, 1964. — 298 с.
- (рос.) Шаповал Н. С. Транспортная география и транспортные системы мира : учебное пособие. — К. : Центр учбової літератури, 2006. — 188 с. — ISBN 000-0000-00-4.
- (рос.) Экономическая, социальная и политическая география мира. Регионы и страны / под ред. С. Б. Лаврова, Н. В. Каледина. — М. : Гардарики, 2002. — 928 с. — ISBN 5-8297-0039-5.
- (рос.) Энциклопедия стран мира / глав. ред. Н. А. Симония. — М. : НПО «Экономика» РАН, отделение общественных наук, 2004. — 1319 с. — ISBN 5-282-02318-0.